# Elżbieta Gorczyca
Elżbieta Gorczyca – polska geograf, dr hab., profesor Uniwersytetu Jagiellońskiego, specjalistka z zakresu geografii fizycznej i geomorfologii.

## Życiorys
W 1997 ukończyła studia z zakresu geografii na Uniwersytecie Jagiellońskim. 24 lutego 2004 obroniła pracę doktorską z zakresu geografii p.t. Rola procesów masowych w modelowaniu stoków dorzecza Łososiny podczas katastrofalnych opadów (promotor Kazimierz Krzemień), a w 2016 uzyskała stopień doktora habilitowanego nauk o ziemi na podstawie rozprawy Rozwój górskich żwirodennych koryt rzecznych w warunkach antropopresji oraz oceny aktywności naukowej.  Od 2004 pracuje na stanowisku adiunkta, a następnie profesora uczelni w Instytucie Geografii i Gospodarki Przestrzennej UJ.
Prowadzi badania nad funkcjonowaniem koryt rzecznych w warunkach antropopresji, a także renaturyzacji systemów rzecznych i przekształcania stoków fliszowych przez procesy osuwiskowe. Pełni funkcje zastępcy dyrektora instytutu, a także kierownika Zakładu Geomorfologii IGiGP UJ. Zasiada w Radzie Dyscypliny Nauka o Ziemi i Środowisku UJ. Jest członkinią Komisji Geograficznej PAU.

## Wybrane publikacje
- 2004: Przekształcanie stoków fliszowych przez procesy masowe podczas katastrofalnych opadów (dorzecze Łososiny)
- 2012: truktura koryt rzek i potoków (studium metodyczne) (wspólnie z Kazimierzem Krzemieniem)
- 2016: Rozwój górskich żwirodennych koryt rzecznych w warunkach antropopresji